# Paracles obscura
Paracles obscura là một loài bướm đêm thuộc phân họ Arctiinae, họ Erebidae.